# Інструкція до лікарського засобу

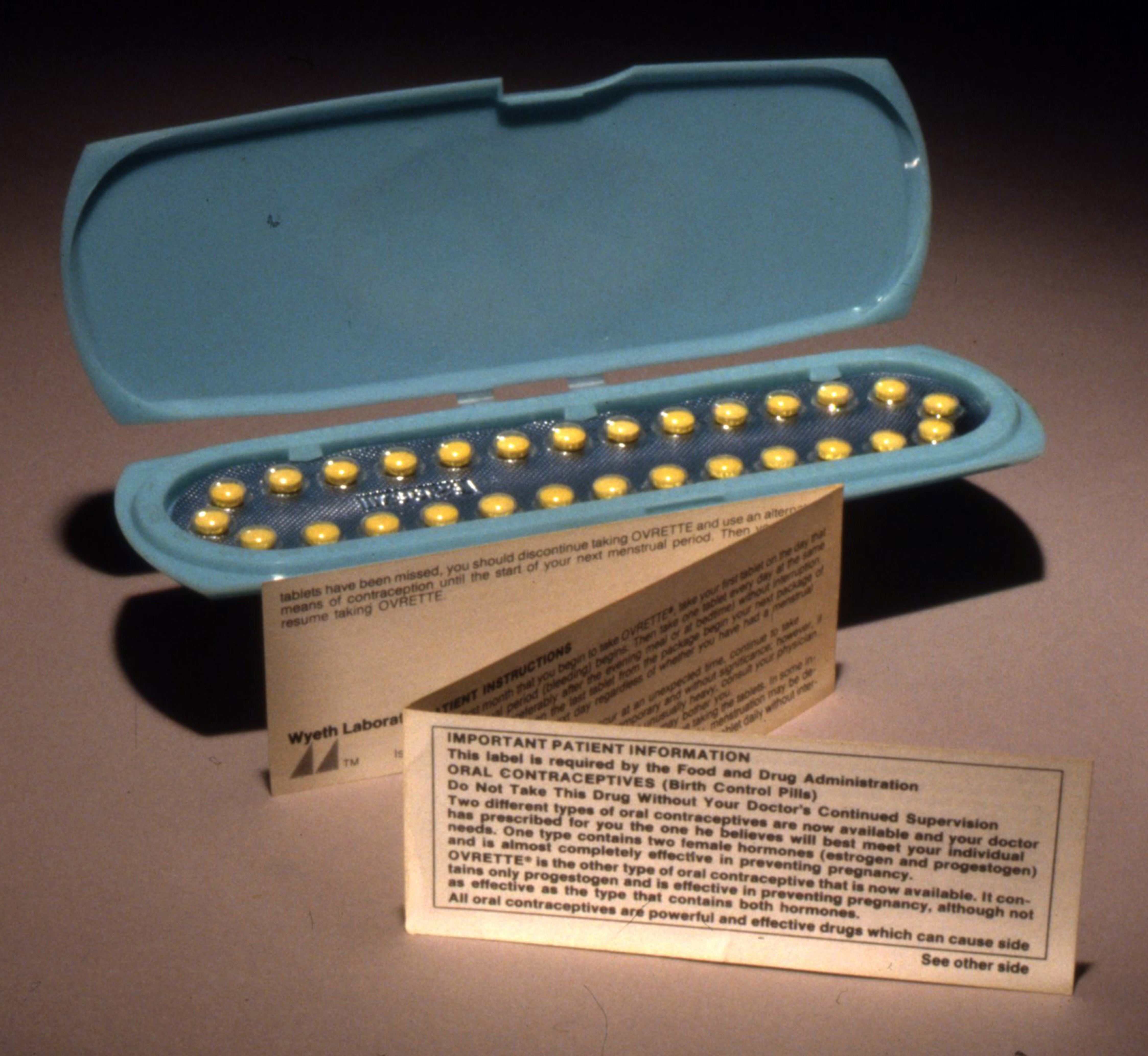
Вкладка 1970 року з протизаплідними таблетками марки Ovrette

Інструкція або листок-вкладка до лікарського засобу — це документ, що є в упаковці лікарського засобу, де надрукована інформація про цей препарат та його застосування. Для ліків, що відпускаються за рецептом, вкладка є технічною, надає інформацію для медичних працівників про те, як призначати препарат. Вкладки до упаковки ліків, що відпускаються за рецептом, часто містять окремий документ, який називається «вкладка для пацієнта» з інформацією, написаною простою мовою, призначеною для кінцевого споживача — особи, яка прийматиме ліки або передасть ліки іншій особі, наприклад неповнолітній. Вкладки до безрецептурних ліків також написані зрозуміло.
У Сполучених Штатах маркування для медичного працівника називається «Інформація про рецепти» (PI), а маркування для пацієнтів та/або осіб, які доглядають за ними, включає «Посібники з ліків», «Вкладики до упаковки для пацієнтів» та «Інструкції із застосування». У Європі технічний документ називається «Коротка характеристика препарату» (англ. SmPC), а документ для кінцевих користувачів — «Інструкція для пацієнта» (англ. PIL) або «Листок-вкладка».
Подібні документи, прикріплені до зовнішньої сторони пакунка, іноді називають накладки (викладки).

## Відповідальні установи
Кожна країна чи регіон має свій регулювальний орган.
У ЄС Європейське агентство з лікарських засобів має юрисдикцію, і відповідні документи називаються «короткою характеристикою лікарського засобу» (SPC або SmPC), а документ для кінцевих користувачів називається «інструкцією для пацієнта» або «інструкцією для застосування». SPC не призначений для надання загальних порад щодо лікування захворювання, але вказує, як продукт слід використовувати для конкретного лікування. Це є основою інформації для медичних працівників, щоб знати, як безпечно та ефективно використовувати конкретний продукт. Листок-вкладка, що додається до продукту, призначена для кінцевих споживачів.

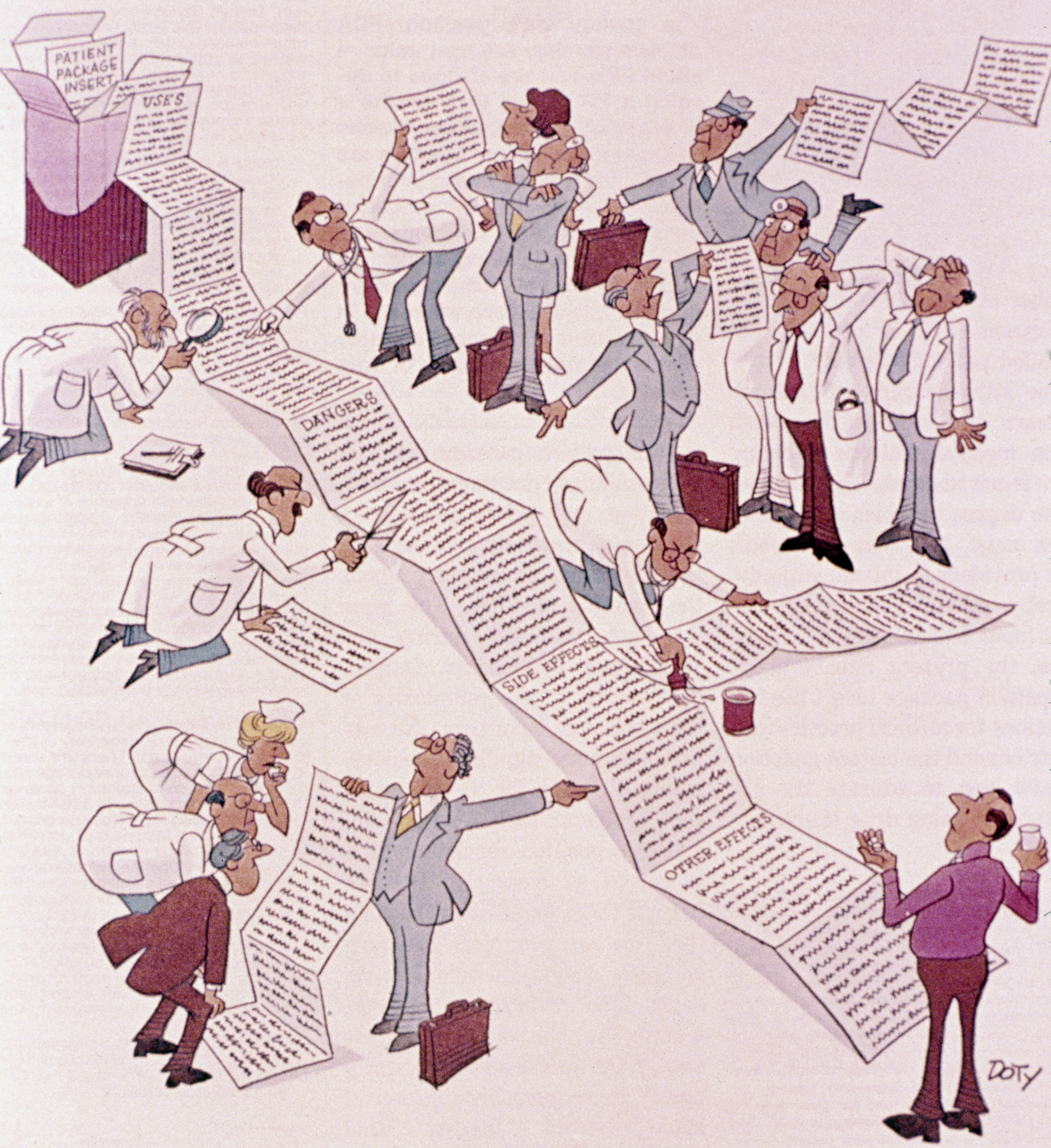
мультфільм, який зображує листок-вкладку із занадто довгим і складним описом

У Сполучених Штатах Управління з контролю за якістю харчових продуктів і медикаментів (FDA) визначає вимоги до вкладок для пацієнтів. FDA час від часу видає зміни до раніше схвалених листів-вкладок, приблизно так само, як автовиробник відкликає автомобіль після виявлення проблеми з певним автомобілем. Список змін до маркування ліків 1997 року можна знайти на вебсайті FDA. Перший листок-вкладка для пацієнтів, за вимогою FDA, був у 1968 році, згідно з яким інгаляційний препарат ізопротеренолу повинен містити коротке попередження про те, що надмірне використання може спричинити утруднене дихання.[джерело?] Другий листок-вкладка для пацієнта, за вимогою FDA, був виданий у 1970 році, згідно з яким комбіновані оральні контрацептиви повинні містити інформацію для пацієнта про конкретні ризики та переваги.[джерело?] Питання листка-вкладки для пацієнта було переглянуто в 1980 і 1995 роках без завершальних змін або дій. Нарешті, у січні 2006 року FDA випустило серйозну редакцію інструкцій щодо вкладень для пацієнтів, першу за 25 років.  Нові вимоги включають розділ під назвою Застереження (Основні моменти), який узагальнює найважливішу інформацію про переваги та ризики; Зміст для зручного використання; дата первинного затвердження продукту; а також безкоштовний номер телефону та адресу в Інтернеті для заохочення більш широкого повідомлення інформації щодо підозрюваних побічних ефектів.
Інші національні та міжнародні організації, які регулюють медичну інформацію, включають Міністерство охорони здоров'я, праці та соціального забезпечення Японії (MHLW). Інші агенції в окремих країнах, особливо у випадку країн ЄС і кандидатів, а також країн Південної Америки та багатьох країн Азії та Далекого Сходу, значною мірою покладаються на роботу цих трьох основних регуляторів.

## Розділи інформації про призначення
Інформація про призначення має один із двох форматів: формат «правила маркування лікаря» або «старий» (не PLR) формат. Для маркування у «старому» форматі «назва продукту» може бути вказана першою та може включати запатентовану назву (якщо є), непатентовану назву, лікарську форму (форми) та іншу інформацію про продукт. Інші розділи такі:
- Опис — містить запатентовану назву (якщо є), непатентовану назву, лікарську(і) форму(и), якісну та/або кількісну інформацію про інгредієнти, фармакологічний або терапевтичний клас препарату, хімічну назву та структурну формулу препарату та, якщо доцільно, іншу важливу хімічну або фізичну інформацію, таку як фізичні константи або pH.
- Фармакологія (клінічна фармакологія) — розповідає про те, як ліки діють в організмі, як вони засвоюються та виводяться, а також про те, якими можуть бути його ефекти при різних концентраціях. Може також містити результати різних клінічних випробувань (досліджень) та/або пояснення впливу ліків на різні групи населення (наприклад, дітей, жінок тощо).).
- Показання та застосування — застосування (показання), для яких препарат схвалено FDA (наприклад, мігрень, судоми, високий кров'яний тиск). Лікарі на законних підставах можуть і часто призначають ліки для цілей, не зазначених у цьому розділі (так зване «застосування не за призначенням»).
- Протипоказання — перелік ситуацій, у яких не слід застосовувати ліки, наприклад, у пацієнтів з іншими захворюваннями, такими як проблеми з нирками або алергія
- Попередження — охоплює можливі серйозні побічні ефекти, які можуть виникнути (наприклад, попередження в рамці)
- Запобіжні заходи — пояснює, як безпечно використовувати ліки, включаючи фізичні вади, їжу (грейпфрути) та взаємодію з ліками; наприклад «Не вживайте алкоголь під час приймання цього препарату» або «Не приймайте цей препарат, якщо ви зараз приймаєте інгібітори MAO»
- Побічні реакції — перераховані всі побічні ефекти, які спостерігалися під час усіх досліджень препарату (на відміну від лише небезпечних побічних ефектів, які окремо перераховані в розділі «Попередження»).
- Застосування в окремих популяціях (вагітність, лактація (годування груддю), жінки та чоловіки репродуктивного потенціалу, педіатричні та геріатричні)
- Зловживання препаратом та залежність — надає інформацію про те, чи може тривале використання ліків спричинити фізичну залежність (включено лише за наявності)
- Дозування (та застосування) — наведені рекомендовані дози; може вказувати більше одного для різних станів або різних пацієнтів (наприклад, менші дози для дітей)
- Передозування — дає результати передозування та надає рекомендовані дії в таких випадках
- Спосіб постачання — включає лікарську(і) форму (и), силу(и), одиниці, в яких лікарська(і) форма(и) зазвичай доступна, ідентифікаційні характеристики лікарської(их) форми(й), такі як Національний кодекс лікарських засобів (NDC) та спеціальні умови поводження та зберігання (наприклад, «Зберігати при температурі від 68 до 78 °F»)

## Інші способи використання та ініціативи
На додаток до очевидного використання включення до ліків, інформація про призначення була використана або надана в інших формах. У Сполучених Штатах інформація про призначення тисяч рецептурних препаратів доступна на вебсайті DailyMed, наданому Національною медичною бібліотекою.
Південна Африка виступила з ініціативою зробити всі листи-вкладки доступними в електронному вигляді через Інтернет, перераховані за торговою назвою, загальною назвою та класифікацією, а Канада працює над аналогічною можливістю. Розташований у Великобританії збірник електронних лікарських засобів надає вільний онлайн-доступ до інформаційних листків для пацієнтів (для споживачів) і короткої характеристики продукту (для медичних працівників) для продуктів, доступних у Великобританії.
Зрозуміло, що інформація про пацієнтів зазвичай спочатку генерується рідною мовою країни, де розробляється продукт. Це призводить до неузгодженості у форматі, термінології, тоні та змісті. PILLS (Patient Information Language Localization System) — це річна робота Європейської комісії щодо створення прототипу інструменту, який підтримуватиме створення різних видів медичної документації одночасно кількома мовами, зберігаючи інформацію в базі даних і дозволяючи різноманітність форм і мов виводу.